# Antônio Ezequiel Feliciano da Silva
Antônio Ezequiel Feliciano da Silva (Paraibuna, 22 de abril de 1899 — Santos (São Paulo), 22 de julho de 1986) foi um político brasileiro. Exerceu o mandato de deputado federal constituinte por São Paulo em 1946. Formou-se em direito na Faculdade de Direito de São Paulo e especializou-se na área penal.

## Trajetória política
Foi vereador da cidade de Santos, no litoral de São Paulo, em 1926, encerrando seu mandato dois anos depois, em 1928. Elegeu-se então deputado estadual na cidade de São Paulo.
A Revolução de 1930 resultou na deposição do presidente Washington Luís em 24 de outubro e na entrega do poder a Getúlio Vargas em 3 de novembro e, por conta disso, Feliciano da Silva foi nomeado para integrar a junta governativa provisória de Santos.
Ele era membro do Partido Democrático (PD) e durante o seu sétimo congresso de agremiação, foi eleito para integrar o diretório do partido, em fevereiro de 1931.
Em outubro de 1934, durante a reestruturação do Brasil, Antônio Ezequiel foi eleito novamente vereador de Santos, assumindo a cadeira oito meses depois, em 1935. Ele exerceu sua legislatura até novembro de 1937 pois, quando foi instaurado o Estado Novo de Getúlio Vargas, órgãos legislativos foram descontinuados no Brasil.
Durante 1941 e 1945 foi membro do Conselho Administrativo de estado de São Paulo. No último ano de trabalho no Conselho, Getúlio Vargas foi deposto por um golpe de Estado liderado pelos generais Pedro Aurélio de Góis Monteiro e Eurico Gaspar Dutra. No mesmo ano, no pleito, Feliciano foi eleito deputado de São Paulo na Assembleia Nacional Constituinte pelo Partido Social Democrático (PSD). Começou os trabalhos na câmara em 1946 e após a outorga da nova constituição, passou a exercer mandato ordinário.
Na Câmara Federal votou contra a cassação dos mandatos dos parlamentares comunistas em 1948, além de ter sido eleito em maio membro da Comissão Permanente de Constituição e Justiça da Câmara e da comissão especial de resgate da São Paulo Railway.
Em 1950 reelegeu-se deputado federal por São Paulo ainda pelo Partido Social Democrático (PSD) e tornou-se vice-líder do partido na Câmara 1952. Exerceu a legislatura até abril de 1953, quando assumiu a prefeitura de Santos, eleito na legenda do PSD. No litoral, terminou seu mandato em 1957, sendo eleito um ano depois deputado em São Paulo, ainda no PSD. No ano seguinte, 1959, quando começou seu mandato, deixou a vice-liderança do partido, mas no mesmo ano, em junho, retomou o cargo de vice-líder. Em outubro seguinte foi mais uma vez eleito deputado federal por São Paulo, ainda na legenda do PSD.
Com o fim dos partidos em 1965 por conta do Ato Institucional nº 2 e a instauração do bipartidarismo, Feliciano filiou-se a Aliança Renovadora Nacional (Arena), o partido dos militares. Em 1966 foi eleito deputado federal por São Paulo pelo partido, deixando a Câmara no final do mandato em janeiro de 1971.
Ao fim de sua legislatura, dedicou-se ao ensino universitário, lecionando direito penal na Faculdade Católica de Direito de Santos. Foi ainda ministro do Tribunal de Contas do Estado de São Paulo.

## Ideais políticos
Durante seus anos de vida política no Partido Social Democrático, Antônio Ezequiel Feliciano defendeu a reforma agrária em moldes cooperativistas, com assistência integral do Estado à lavoura e ao agricultor, garantindo de preços mínimos e transportes, além de ensilagem de seus produtos. Solicitou a organização e a liberdade sindicais, o direito de greve, o municipalismo, o parlamentarismo e o cooperativismo. Foi adepto do monopólio estatal do petróleo, dos minérios atômicos, da eletricidade e das telecomunicações, além de defender as reformas bancária, administrativa e tributária.